# Мышца, поднимающая угол рта
Мышца, поднимающая угол рта (лат. Musculus levator anguli oris), располагается под мышцей, поднимающей верхнюю губу, и большой скуловой мышцей. Берёт начало от лат. fossa canina ниже подглазничного отверстия и прикрепляется к углу рта. Тянет угол рта кверху.